# آرثر بليس سايمور
آرثر بليس سايمور (بالإنجليزية: Arthur Bliss Seymour)‏ هو عالم نبات أمريكي، ولد في 3 يناير 1859 في مولين في الولايات المتحدة، وتوفي في 29 مارس 1933 في مقاطعة ميدلسيكس في الولايات المتحدة.